# Lyssomanes euriensis
Lyssomanes euriensis là một loài nhện trong họ Salticidae.
Loài này thuộc chi Lyssomanes. Lyssomanes euriensis được Dmitri Viktorovich Logunov miêu tả năm 2000.